# Paul Stanley (album)
Paul Stanley è il primo album solista di Paul Stanley, chitarrista e cantante del gruppo hard rock Kiss. È stato pubblicato il 18 settembre del 1978 in simultanea con gli altri tre album solisti dei suoi compagni di gruppo.
Terzo album per vendite dietro a quelli di Gene Simmons e Ace Frehley (raggiungerà la quarantesima posizione nella classifica statunitense secondo Billboard), ha la caratteristica di non contenere nessuna cover di altre canzoni, come invece accade negli altri tre album.

## Tracce
Tutti i brani sono stati composti da Paul Stanley, eccetto dove indicato:
1. Tonight You Belong to Me - 4:39
2. Move On (Stanley, Mikel Japp) - 3:07
3. Ain't Quite Right (Stanley, Japp) - 3:34
4. Wouldn't You Like to Know Me - 3:16
5. Take Me Away (Together as One) (Stanley, Japp) - 5:26
6. It's Alright - 3:31
7. Hold Me, Touch Me (Think of Me When We're Apart) - 3:40
8. Love in Chains - 3:34
9. Goodbye - 4:09

## Formazione
- Paul Stanley - chitarra acustica, elettrica, voce principale

### Collaboratori
- Carmine Appice - batteria nella traccia 5
- Steve Buslowe - basso nelle tracce 1, 2, 3, 4 e 5
- Peppy Castro - voce secondaria nelle tracce 3 e 7
- Richie Fontana - batteria nelle tracce 1, 2, 3 e 4
- Diana Grasselli - voce secondaria nella traccia 2
- Doug (Gling) Katsaros - piano nella settima traccia, tastiere e voce secondaria nella settima traccia
- Craig Krampf - batteria nelle tracce 6, 7, 8 e 9
- Bob Kulick - chitarra acustica ed elettrica
- Steve Lacey - chitarra nella traccia 8
- Eric Nelson - basso nelle tracce 6, 7, 8 e 9
- Miriam Naomi Valle - voce secondaria nella traccia 2
- Maria Vidal - voce secondaria nella traccia 2